# Ţalāvar-e Yek
Ţalāvar-e Yek (persiska: Talāvar Shahīd Bahmanī, تلاور شهید بهمنی, تلاور يک) är en ort i Iran.   Den ligger i provinsen Khuzestan, i den centrala delen av landet, 500 km söder om huvudstaden Teheran. Ţalāvar-e Yek ligger 785 meter över havet och antalet invånare är 995.
Terrängen runt Ţalāvar-e Yek är kuperad västerut, men österut är den bergig. Ţalāvar-e Yek ligger nere i en dal. Runt Ţalāvar-e Yek är det ganska tätbefolkat, med 58 invånare per kvadratkilometer. Närmaste större samhälle är Şeydūn, 4,6 km öster om Ţalāvar-e Yek. Omgivningarna runt Ţalāvar-e Yek är i huvudsak ett öppet busklandskap.